# Хемніц (район)
Хемніцер-Ланд (можливо також Кемніцер-Ланд, нім. Landkreis Chemnitzer Land) — колишній район у Німеччины.
Центр району — місто Глаухау. Район входив до землі Саксонія. Був підпорядкований адміністративному округу Хемніц. Займав площу 335,49 км². Населення — 132,2 тис. осіб (2007). Густота населення — 394 осіб/км².
Офіційний код району — 14 1 73.
Район поділено на 15 громад.

## Міста та громади
Міста
1. Вальденбург (4506)
2. Глаухау (25 568)
3. Лімбах-Оберфрона (26 414)
4. Ліхтенштайн (13 288)
5. Мерані (16 816)
6. Оберлунгвіц (6601)
7. Хоенштайн-Ернстталь (16233)

Громади
1. Бернсдорф (2524)
2. Герсдорф (4407)
3. Калленберг (5596)
4. Нідерфрона (2521)
5. Обервіра (1203)
6. Ремзі (1912)
7. Санкт-Егідін (3570)
8. Шенберг (1000)

Об'єднання громад
Управління Вальденбург
Управління Лімбах-Оберфрона
Управління Мерані
Управління Рунда-ум-ден-Ауерсберг
 (30 червня 2007) 